# Iglesia de Santa Maria presso San Satiro
La iglesia de Santa Maria presso San Satiro (en italiano: chiesa di Santa Maria presso San Satiro) es una iglesia parroquial de Milán. Su construcción fue emprendida a finales del siglo XV por voluntad del duque Gian Galeazzo Sforza y más tarde continuada por Ludovico el Moro como parte de un ambicioso programa de renovación del arte en el ducado, que contemplaba entre otras cosas llamar a la corte milanesa artistas de toda Italia. El edificio fue proyectado según el nuevo estilo renacentista importado al ducado por Donato Bramante. La iglesia, construida englobando el más antiguo sacelio de San Sátiro que le dio nombre, es célebre por albergar el llamado «falso coro» de Bramante, obra maestra de la pintura en perspectiva renacentista italiana.

## Historia
El núcleo más antiguo del complejo de Santa Maria presso San Satiro fue fundado en el siglo IX por voluntad de Ansperto, obispo de Milán, como una pequeña iglesia dedicada a San Sátiro, San Silvestre y San Ambrosio. El año exacto de su fundación se remontaría a 876 según el historiador medieval Filippo di Castelseprio, a 868 según lo afirmado por Serviliano Lattuada en su Descrizione di Milano, y a 869 según la Historia Patriae del historiador milanés Tristano Calco. Esta pequeña iglesia es citada en documentos datados en 972, 1087 y 1103, en los cuales se confirma que estaba, al igual que el xenodoquio anexo, bajo la jurisdicción de los monjes benedictinos de la basílica de san Ambrosio.

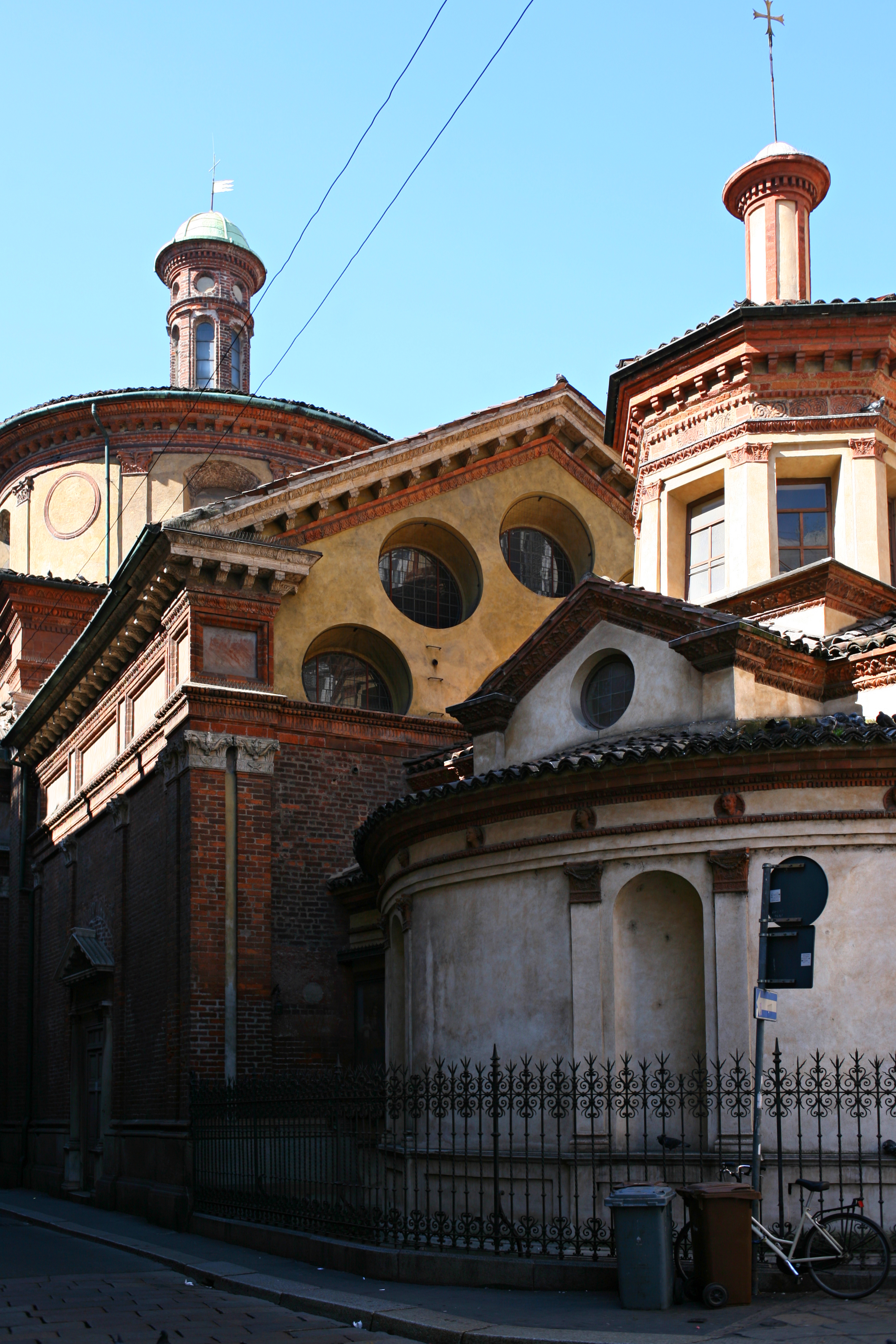
Vista de la parte trasera del complejo.

Más incierta es la presencia de una iglesia precedente, separada del sacelio, sobre la superficie de la actual iglesia de Santa Maria presso San Satiro. La existencia de este edificio sería confirmada por un documento en el cual se describe la consagración de una iglesia en esta zona, realizada por Ariberto da Intimiano en 1036. Sin embargo, esta iglesia no aparece en un documento datado en 1466 en el que se enumeran todas las iglesias de la ciudad en la época. Dataría de 1242 el suceso milagroso según el cual la imagen de la Virgen con el Niño colocada en el exterior del sacelio sangró tras recibir una puñalada de un joven desequilibrado, llamado Massazio da Vigolzone. Tras este suceso, la imagen quedó expuesta en un altar en el exterior del sacelio, hasta cuando unos dos siglos más tarde se decidió la construcción de un templo en el que alojarla.
Comprados los terrenos en 1474, las obras para la construcción de la nueva iglesia empezaron en 1478 por voluntad del duque Gian Galeazzo Sforza y de su madre, la regente Bona de Saboya, con el doble objetivo de consolidar el culto mariano y de embellecer la ciudad con un edificio monumental. La participación del arquitecto urbinate Donato Bramante se produjo solo entre 1480 y 1482, mientras que está atestiguado en 1483 el primer encargo al escultor de escuela paduana Agostino Fonduli para la decoración interior, cuando ya se había completado la estructura muraria.
En 1486 se iniciaron las obras para la decoración de la bóveda, y en ese mismo año también se contrató a Giovanni Antonio Amadeo para la realización de la fachada, de la que solo se completó el zócalo y se quedó sin terminar. Hay una hipótesis, expresada por Fiorio y basada en algunos proyectos presentes en el Codice Ashburnham, que afirma que Leonardo da Vinci participó en las obras de restauración del sacelio de San Sátiro llevadas a cabo entre 1492 y 1499: sin embargo, los proyectos de Leonardo no fueron nunca ejecutados en beneficio de la propuesta de Bramante. Las obras para la decoración exterior de la iglesia fueron concluidas definitivamente en 1518.
La cronología de las obras de la iglesia a partir de los primeros años del siglo XVI es menos exhaustiva respecto a la de los años anteriores. Sin embargo, en 1569, durante una visita pastoral, el cardenal Carlos Borromeo registró la presencia en la iglesia de quince «capillas», término que en la época podía indicar también la simple presencia de un pequeño altar decorado con un retablo, decoraciones en su mayor parte perdidas. Con la obra del cardenal Borromeo y la irrupción en la ciudad del nuevo ciclo artístico vinculado a la Contrarreforma, la iglesia perdió gradualmente importancia y consideración dentro del patrimonio artístico de Milán, tanto que el edificio no aparece en ninguna de las numerosas representaciones de edificios de la ciudad de los dos siglos posteriores.

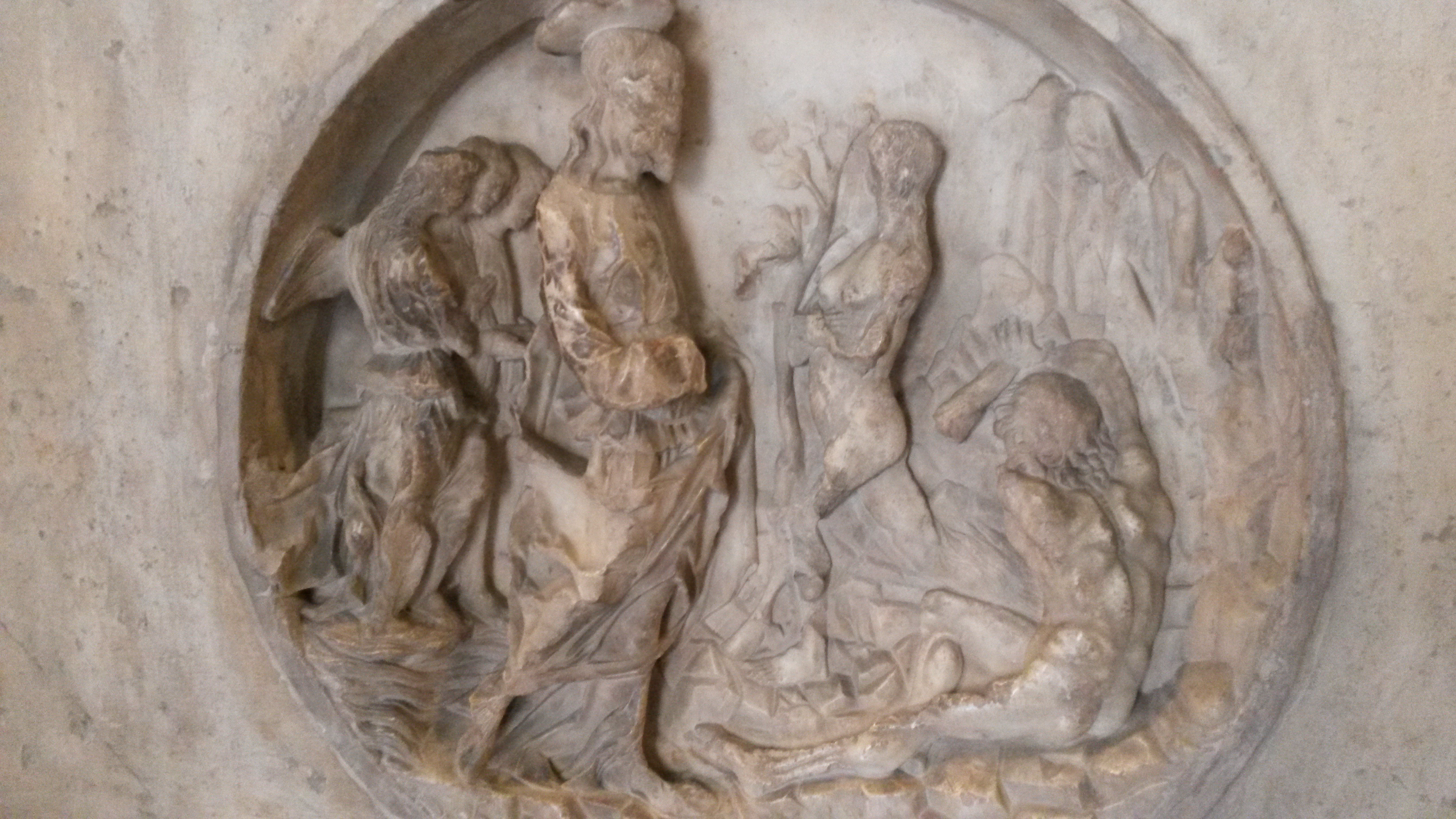
Restos de los bajorrelieves de la fachada de Amadeo expuestos en el Castillo Sforzesco.

La iglesia no sufrió posteriormente intervenciones relevantes, exceptuada la retirada de una serie de estatuas de Fonduli situadas sobre la cornisa de la cúpula que estaban en riesgo de caerse, hasta el siglo XIX, cuando fue sometida a tres restauraciones en las que se añadieron el altar mayor y el fresco de la luneta del falso coro. También en el siglo XIX, por obra del arquitecto Giuseppe Vandoni, se reconstruyeron la entrada de la sacristía, la pila bautismal y la fachada. Al mismo tiempo que la reconstrucción de la fachada se presentaron las propuestas para la reconstrucción del estrecho espacio existente delante de la iglesia. Entre los varios proyectos presentados se escogió de nuevo el del Vandoni, que proponía la construcción de un patio porticado de forma cuadrada; sin embargo, no fue posible llegar a un acuerdo con los propietarios de los inmuebles de los alrededores, por lo cual el arquitecto recurrió a la simple ampliación del espacio en un patio poligonal irregular. Entre 1939 y 1942 todo el complejo fue sometido a una profunda restauración que tuvo el mérito de restituir la planimetría y estructura muraria originales del sacelio de San Sátiro, cuyo aspecto antiguo había sido modificado por las importantes intervenciones sucedidas en el curso de su historia.

## Exterior

### Fachada

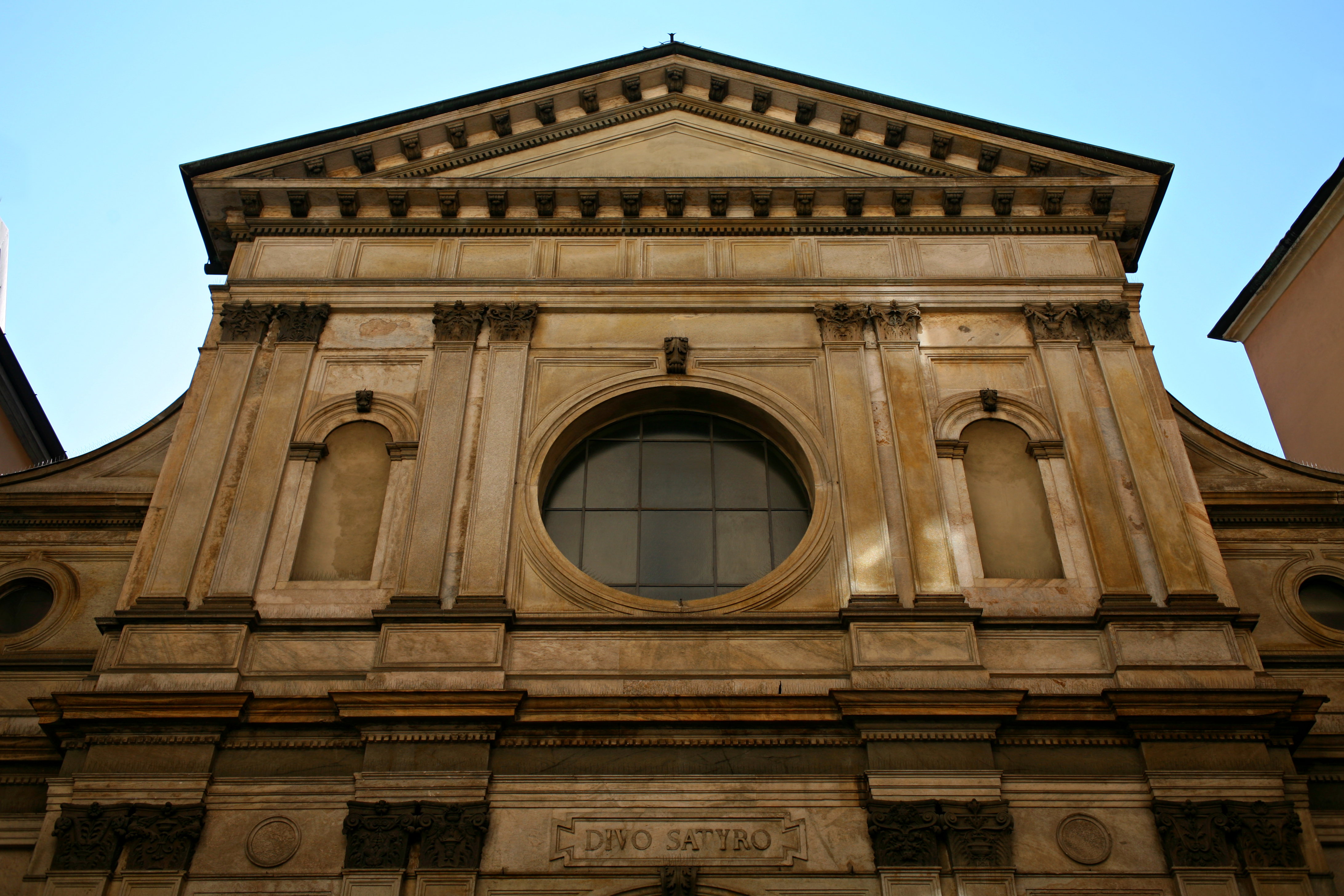
Parte superior de la fachada neorrenacentista.

La fachada de la iglesia se dejó incompleta hasta el siglo XIX. El proyecto inicial fue asignado a Amadeo, que realizó el zócalo sin completar nunca la obra, se cree que por divergencias de carácter artístico con Bramante, autor a su vez de otro diseño para la fachada. Los restos del proyecto inicial, que representaban Santos e Historias del Antiguo Testamento, fueron eliminados para permitir la ejecución del nuevo proyecto del siglo XIX y guardados en las colecciones de arte de los Museos del Castillo Sforzesco.
Según Luca Beltrami el antiguo proyecto de la fachada de Bramante estaría conservado en el Louvre, sin embargo su atribución a la iglesia no es aceptada unánimemente: el diseño representa una fachada subdividida en tres partes verticales por lesenas de orden gigante, con puertas y ventanas coronadas por tímpanos y óculos inscritos en semicircunferencias. Las dos secciones laterales están coronadas por un tímpano quebrado en el centro por un elemento rectangular decorado con un gran óculo inscrito en un semicírculo que retoma las decoraciones de las ventanas inferiores, coronado a su vez por otro tímpano:

Por primera vez en todo el Renacimiento se usaban las alas de un frontón en correspondencia con las naves laterales, dando la impresión de un amplio tímpano roto por medio de un elemento central, coronado a su vez por otro tímpano [...] Las cuatro lesenas de la planta principal, aunque reflejan la disposición de la nave central y de las laterales, son todas de la misma dimensión y están sobre el mismo plano. Por tanto, un único sistema une todas las tres naves.
Rudolf Wittkower

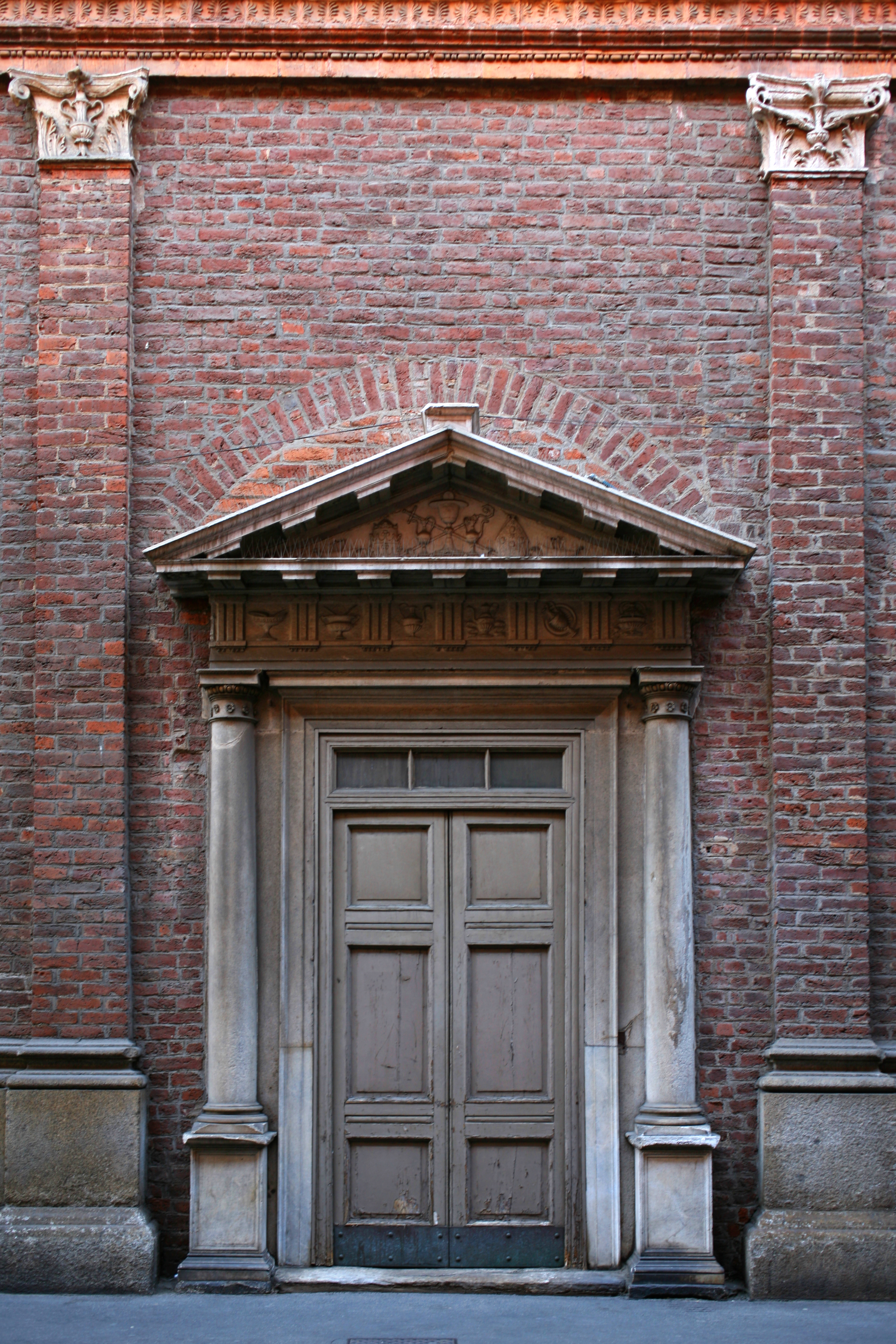
Portada de entrada de la fachada posterior.

Sin embargo, la crítica es unánime en considerar la fallida realización de ambos proyectos una gran pérdida artística, especialmente frente a los modestos resultados de la fachada neorrenacentista:

Es de lamentar que, si no podía triunfar el proyecto de Bramante, no se hubiera al menos dejado realizar a Amadeo el suyo. Quién sabe qué riqueza de esculturas y de ornamentaciones plásticas habría ostentado la pared frontal, a juzgar por la pequeña parte que ha llegado hasta nosotros y por la exuberancia propia del escultor lombardo, que conocemos por esas dos obras sobrecargadas pero encantadoras que son las fachadas de la Capilla Colleoni y de la Cartuja de Pavía.
Francesco Malaguzzi Valeri

La fachada definitiva de la iglesia fue realizada en 1871 por Giuseppe Vandoni en estilo neorrenacentista. La fachada es a salienti con paramento murario de mármol. La sección central sobresale ligeramente respecto a las laterales, está dividida en dos franjas horizontales, subdivididas en tres partes verticales por lesenas corintias, y cubierta por una cornisa: en el orden inferior se encuentra la portada ligeramente abocinada, mientras que los cuerpos laterales presentan dos monóforas con arcos de medio punto. El orden superior del cuerpo central, que retoma la partición con lesenas corintias del orden inferior, está decorado por dos hornacinas laterales y por un rosetón. La fachada está coronada por un simple frontón triangular. El proyecto mantiene del original de Bramante solo el rosetón y la cornisa de la portada, presentando como diferencia una fachada más ancha que las naves, decididamente monumental y con decoraciones redundantes: la solución neorrenacentista suscitó escasa aprobación casi unánime en el mundo de la crítica arquitectónica.

### Fachada posterior y cúpula

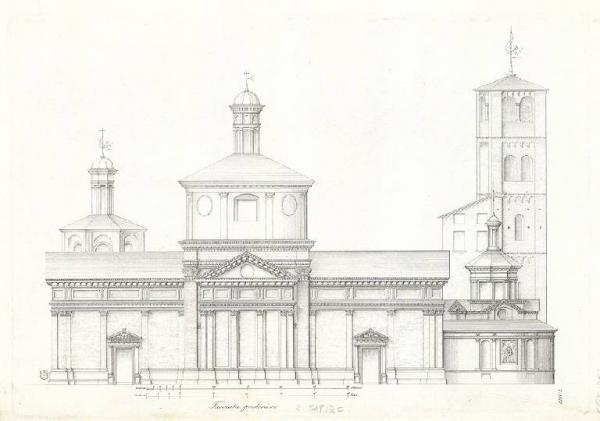
La parte posterior de la iglesia en un grabado del.

La fachada posterior, proyectada por Bramante hacia la Via Falcone, está formada por dos cuerpos laterales y uno central que sobresale ligeramente, que corresponde al falso coro interior. El cuerpo central se compone de un avant-corps marcado por pilastras que sostienen un arquitrabe coronado por un frontón triangular y un cuerpo ligeramente retrasado delimitado por dos pilastras de orden gigante que sostienen una amplia cornisa. En los cuerpos laterales se repite la decoración del orden menor central, con la presencia en cada cuerpo de un portal delimitado por semicolumnas y coronado por un tímpano triangular, y de tres pilastras que delimitan la fachada. El diseño de la fachada muestra una deuda estilística hacia la Basílica de San Andrés de Alberti en Mantua por el uso de la fachada que sobresale, mientras que la solución de las pilastras en las esquinas encuentra un precedente en la Basílica de Santa Maria delle Carceri de Giuliano da Sangallo en Prato.
La cúpula se presenta con forma cónica y con un tambor, se cree inspirada en la Iglesia de San Bernardino de Urbino, en la que Bramante trabajó junto a Francesco di Giorgio Martini: la decoración de la franja del tambor con círculos alternados con lesenas de orden corintio retoma las formas de la cubierta de la Capilla Portinari. El cimborrio de forma circular crea un contraste con la cubierta poligonal del templete de San Sátiro situado al lado, mitigado sin embargo por la unidad de la decoración a semicolumnas perimetrales de los dos elementos.

### Sacelio de San Sátiro y campanario

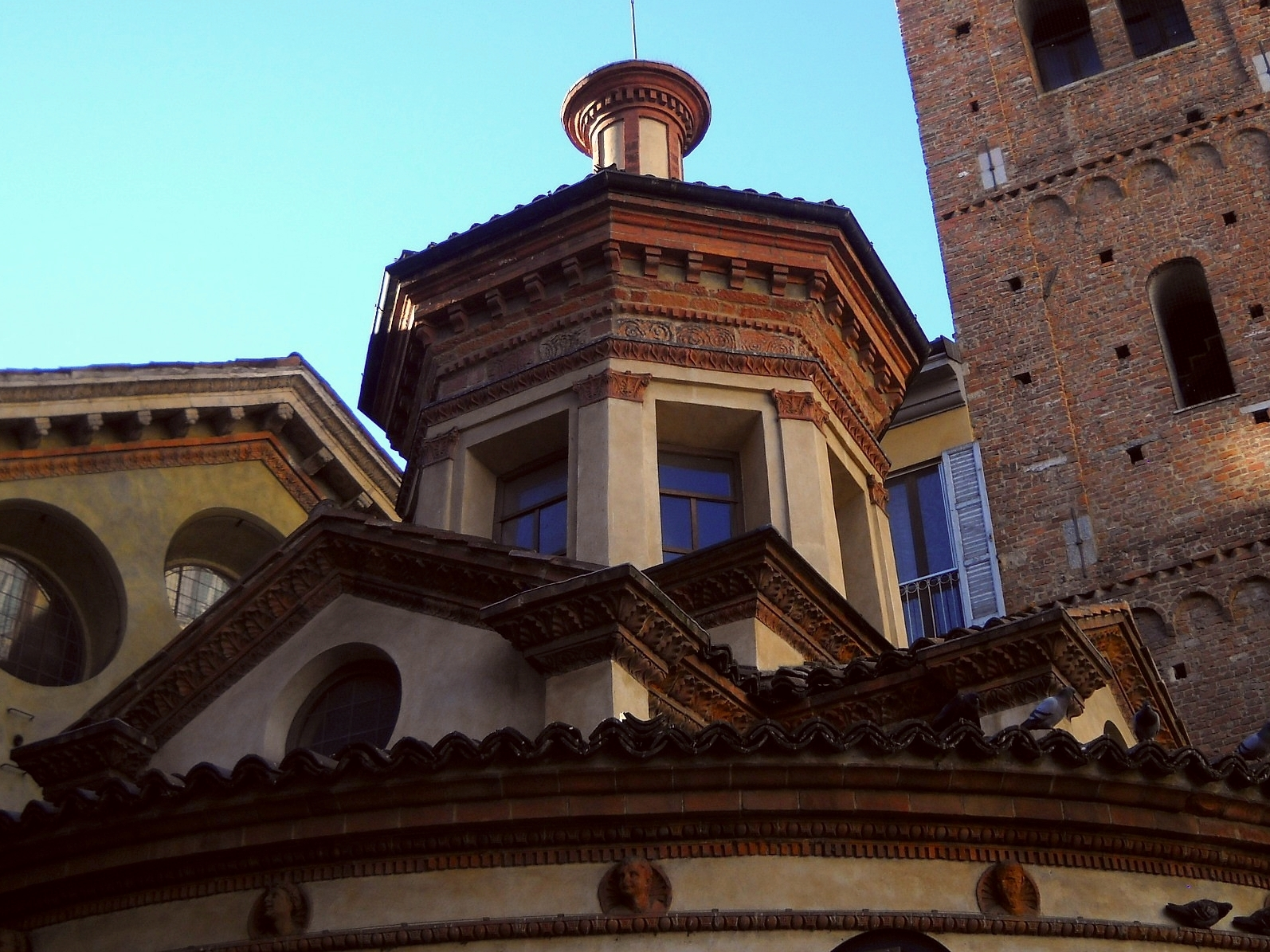
El sacelio de San Sátiro desde el exterior.

El sacelio y el campanario constituyen la parte original del complejo. El aspecto actual del antiguo sacelio de San Sátiro, llamado también «capilla de la Piedad» (cappella della Pietà), se debe a las alteraciones del siglo XV de Bramante: la estructura exterior se compone de una construcción cilíndrica, que engloba la estructura antigua, en la cual hay hornacinas delimitadas por lesenas, coronada por el friso decorado con círculos de arcilla que representan putti. Sobrepuesta a la estructura cilíndrica hay una construcción con planta en cruz griega con las paredes perforadas por óculos, coronada por un cimborrio octagonal con linterna a columna. La cornisa del cimborrio presenta una decoración de arcilla típica del primer renacimiento lombardo.
El campanario consiste en una torre de planta cuadrada con ladrillos a la vista, prototipo de la arquitectura prerrománica lombarda, y constituye la única parte exterior de la construcción no alterada con el paso de los siglos. Sobre el origen del campanario hay dos hipótesis, que lo remontan respectivamente al siglo IX, por tanto coetáneo al sacelio, o al siglo XI. El campanario está impostado en cuatro órdenes horizontales delimitados por cinco arquitos que se apoyan sobre ménsulas, con lesenas colocadas en las esquinas de la torre. En el orden inferior hay una aspillera en cada lado, en el segundo una ventana con arco de medio punto en cada lado, en el tercero dos ventanas con arcos de medio punto en cada lado, mientras que el último orden, en el que están las campanas, está decorado con bíforas alternadas con columnas de piedra.

## Arquitectura y decoración interior

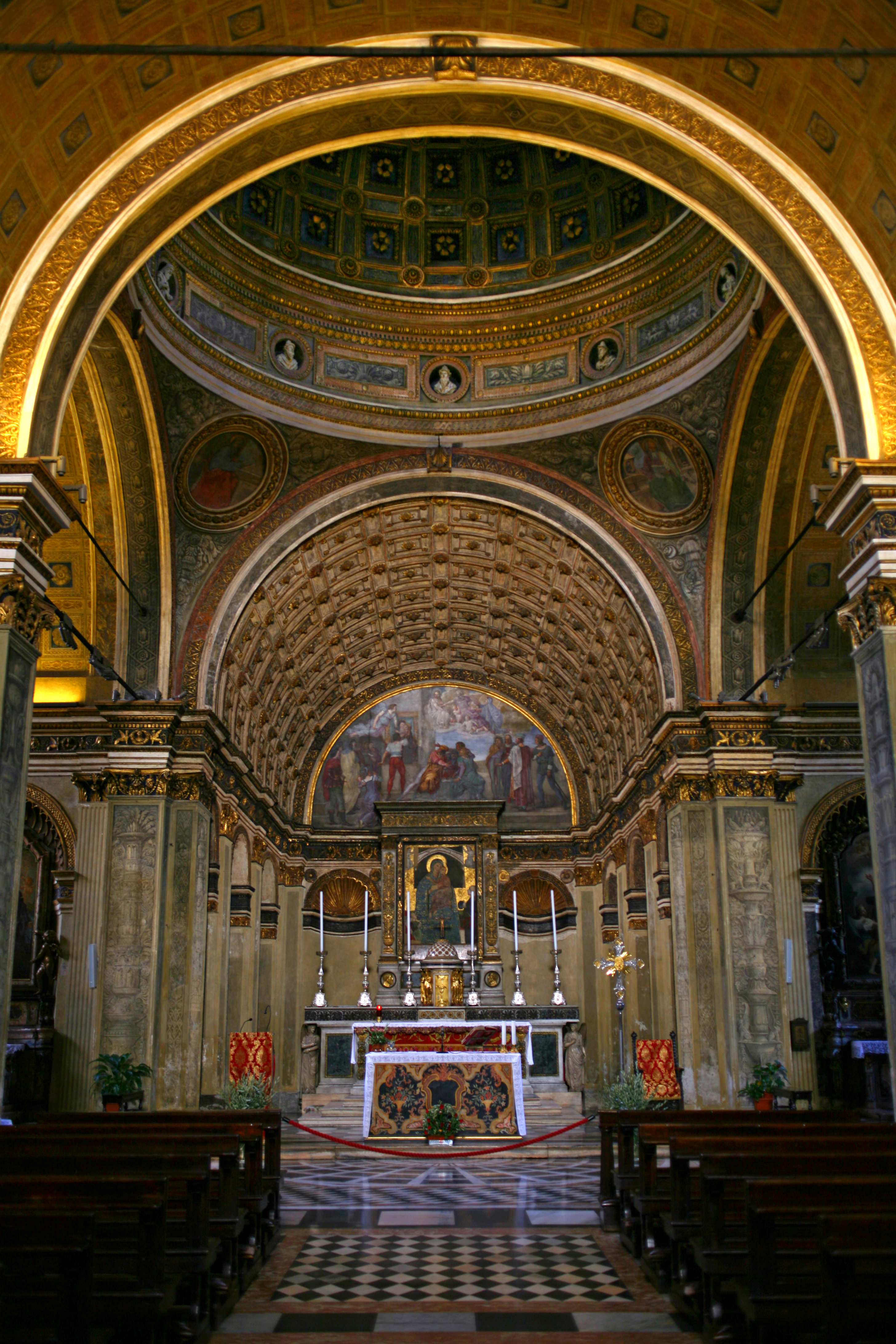
La nave central y el falso coro de Bramante.

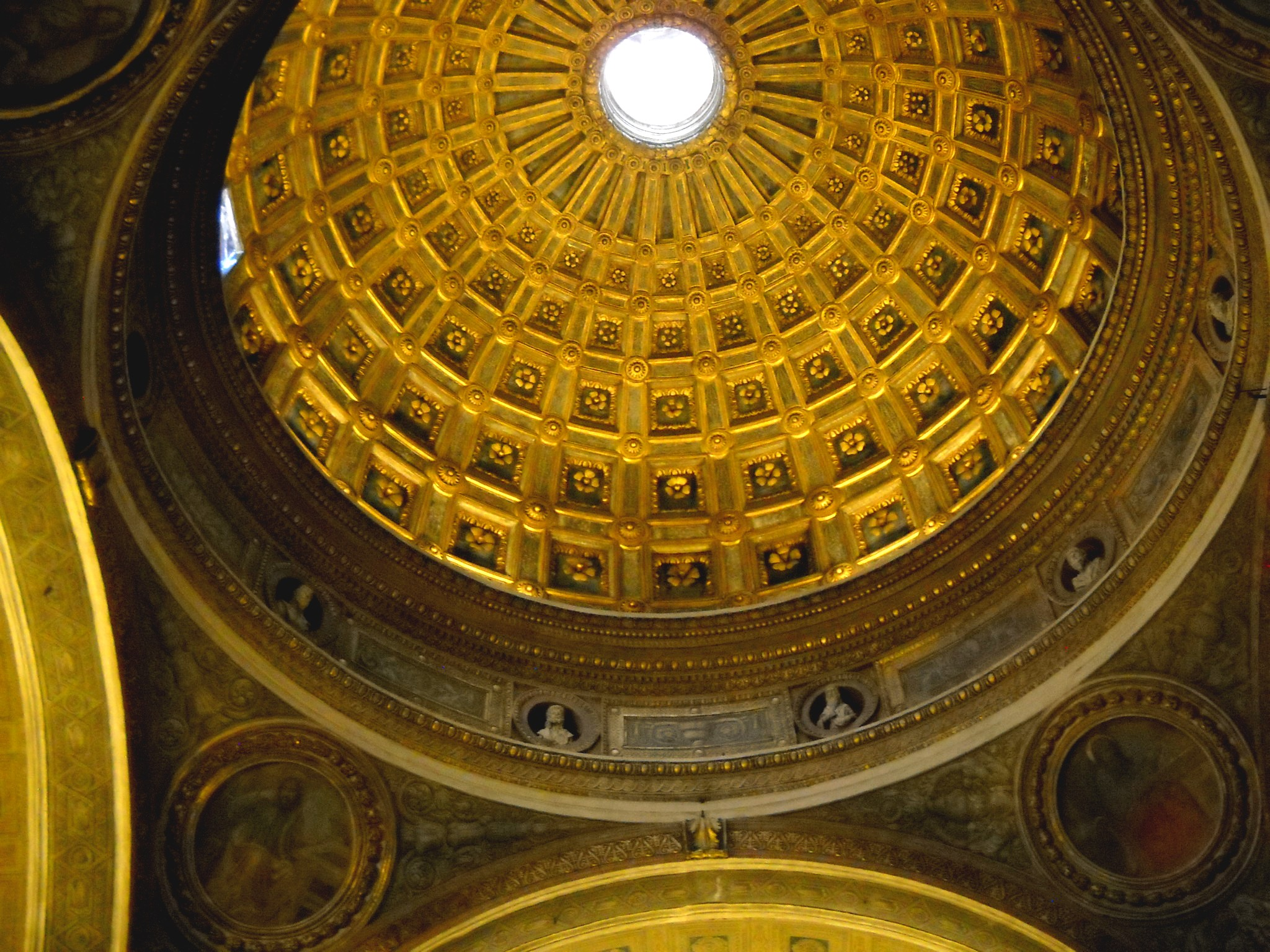
Cúpula y decoración.

La iglesia presenta una singular planta a cruz de tau, es decir, una planta con forma de cruz a la que le falta el brazo superior, que no se pudo realizar por falta de espacio: este «problema» fue obviado con la realización del célebre falso coro de Donato Bramante. La iglesia está dividida en tres naves, siendo la central más ancha que las laterales, mientras que el transepto está dividido en dos naves, de la cual la que da hacia la Via Falcone es más ancha: en ambos casos las naves mayores presentan bóvedas de cañón decoradas con castones y rosetones pintados que se inspiran en la Basílica de San Andrés de Alberti. Las naves laterales, libres de capillas, presentan bóvedas esféricas y están decoradas en las paredes laterales con lunetas y óculos falsos pintados.
Las naves están divididas en tres crujías que se apoyan sobre pilares con forma de cruz con capiteles corintios. Completan la planta de la iglesia el sacelio de San Sátiro, situado de manera no alineada respecto al transepto izquierdo, y la sacristía bramantesca, situada al lado de la nave derecha.

### Transepto

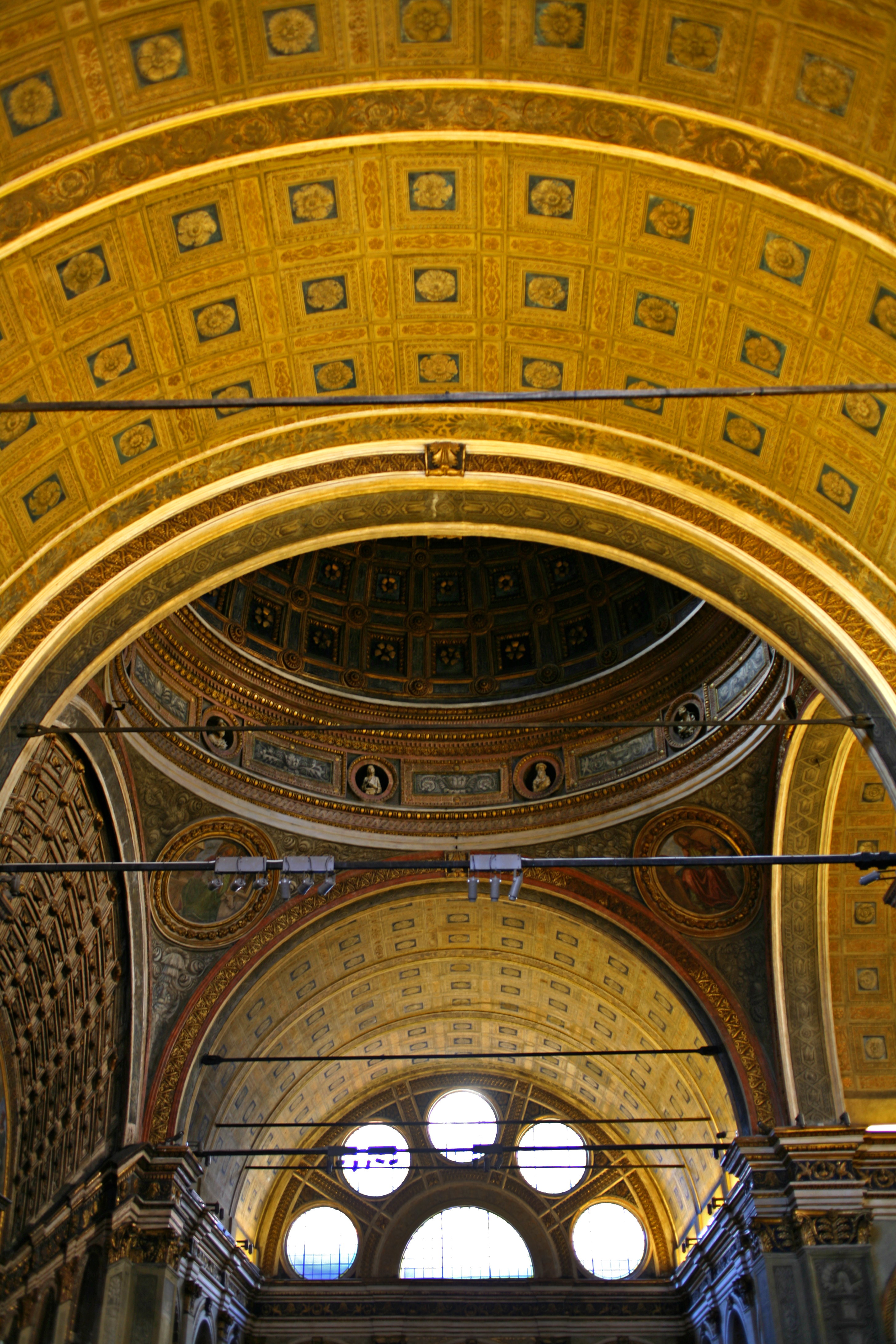
Vista del transepto.

El transepto izquierdo está decorado en la luneta por cinco óculos dispuestos radialmente alrededor de la ventana semicircular colocada en el centro del arco de medio punto: para esta estructura decorativa Bramante se inspiró en la arquitectura de la Capilla Pazzi de Brunelleschi. Una estructura similar se puede encontrar en el tímpano curvo de la Iglesia de Santa Maria dei Miracoli de Venecia, posterior por pocos años a la iglesia bramantesca. El aparato decorativo con forma radial de cinco ojos fue retomado por el mismo Bramante en el Ninfeo de Genazzano y en el crucero de Santa Maria delle Grazie, y más tarde por Palladio en la decoración del portal de la Villa Pojana. El transepto derecho está decorado por un altar del siglo XIX de Felice Pizzagalli en el cual está incluida la estatua de San Luis Gonzaga socorriendo a un apestado, realización también del siglo XIX del escultor Antonio Carminati.
El espacio del crucero está dominado por la cúpula hemisférica, decorada con casetones pintados en color oro y azul, que culmina en una pequeña linterna. En la base de la cúpula, sobre la banda, hay decoraciones en arcilla de Agostino Fonduli, mientras que las pechinas están decoradas con cuatro círculos con frescos de los Evangelistas de la escuela de Vincenzo Foppa. También en este caso la decoración y la división de los espacios muestran una notable influencia de las formas de la Capilla Pazzi de Brunelleschi.
En el transepto derecho, al lado del altar mayor, está el altar de San Teodoro, decorado con mármoles policromos y con el retablo que representa el Éxtasis de San Felipe Neri de Giuseppe Peroni. Entre las obras presentes antiguamente en el transepto de la iglesia se pueden recordar:
- Santa Bárbara, retablo de Giovanni Antonio Boltraffio, conservado en la Gemäldegalerie de Berlín;
- frescos de Bergognone, desprendidos de la pared y trasladados a la Pinacoteca de Brera en 1868;
- San Isidoro de Federico Bianchi, citado en las antiguas descripciones de la iglesia y probablemente desaparecido.

A principios del siglo XVII había en la iglesia 26 lápidas sepulcrales, todas eliminadas de la iglesia tras la entrada de las tropas francesas en 1797.

### Falso coro

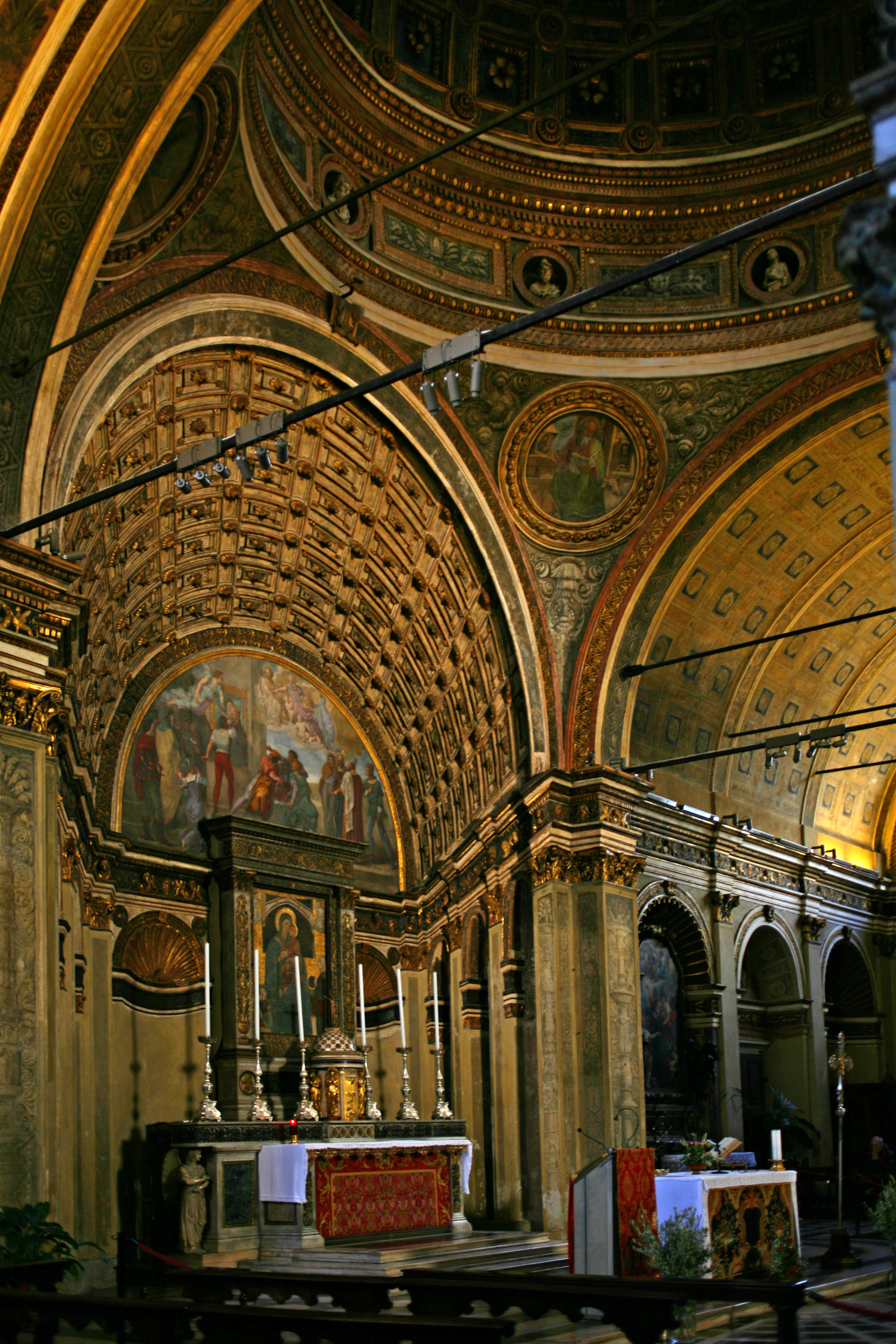
Vista lateral del falso coro en la que se aprecia claramente la construcción de la perspectiva.

Uno de los principales obstáculos para la realización de un conjunto monumental era la falta de espacio para la realización del coro, ya que el espacio a espaldas del transepto estaba ocupado por la Contrada del Falcone. El problema fue resuelto brillantemente por Bramante mediante la realización de relieves y molduras de arcilla pintados posteriormente para formar una perspectiva que simulase en 97 centímetros de profundidad un espacio de longitud igual que los brazos de 9,7 metros del transepto, inspirada en los estudios precedentes de la Incisione Prevedari, que se convirtió en el punto de fuerza del edificio:

[...] resulta evidente que el falso coro está concebido como perno del edificio. En torno a él se articula la composición de los espacios. En él se concluye el disfrute visual del espacio interior. La ilusión de que su extensión sea igual a la longitud de uno de los brazos del transepto restaura el equilibrio «estático» y compositivo de una cúpula de otra manera desequilibrada, que recupera de este modo su función centralizadora. Su capacidad de capturar la mirada del observador refuerza además el poder de la imaginación taumaturga, albergada escenográficamente en un espacio que se propone como «milagro» óptico.

El falso coro presenta un aparato decorativo con una bóveda de cañón a casetones compuesta por tres crujías, de manera idéntica a las naves, y termina en la ilusión de perspectiva de una contrafachada en cuyos laterales hay dos hornacinas coronadas por conchas, mientras que en la luneta está pintado el episodio milagroso según el cual el cuadro de la Virgen con el ángel habría sangrado tras la puñalada de un joven. Esta imagen está custodiada en el altar mayor, que el falso coro rodea. Las paredes están decoradas con hornacinas probablemente inspiradas en la decoración de la Catedral de Urbino.
La solución, considerada precursora de todos los ejemplos posteriores de trampantojo, constituye en realidad un ejemplo de stiacciato trasladado de la escultura a la arquitectura. En su perfecta construcción de la perspectiva, la obra muestra la influencia de las investigaciones de Piero della Francesca, Donatello y Masaccio en el campo de la representación ilusionista, mientras que la ejecución se podría haber inspirado en los tabernáculos de mármol de Michele di Giovanni da Fiesole. Parece muy clara la deuda estilística en el diseño de la perspectiva por las similitudes con la Trinidad de Masaccio, pero sobre todo con la Sacra Conversación de Piero della Francesca. La ilusión visual del falso coro de Bramante, ampliamente citada y descrita en los tratados de arte de la época, fue posteriormente retomada por Borromini en la Galleria prospettica del Palazzo Spada.

### Sacristía de Bramante

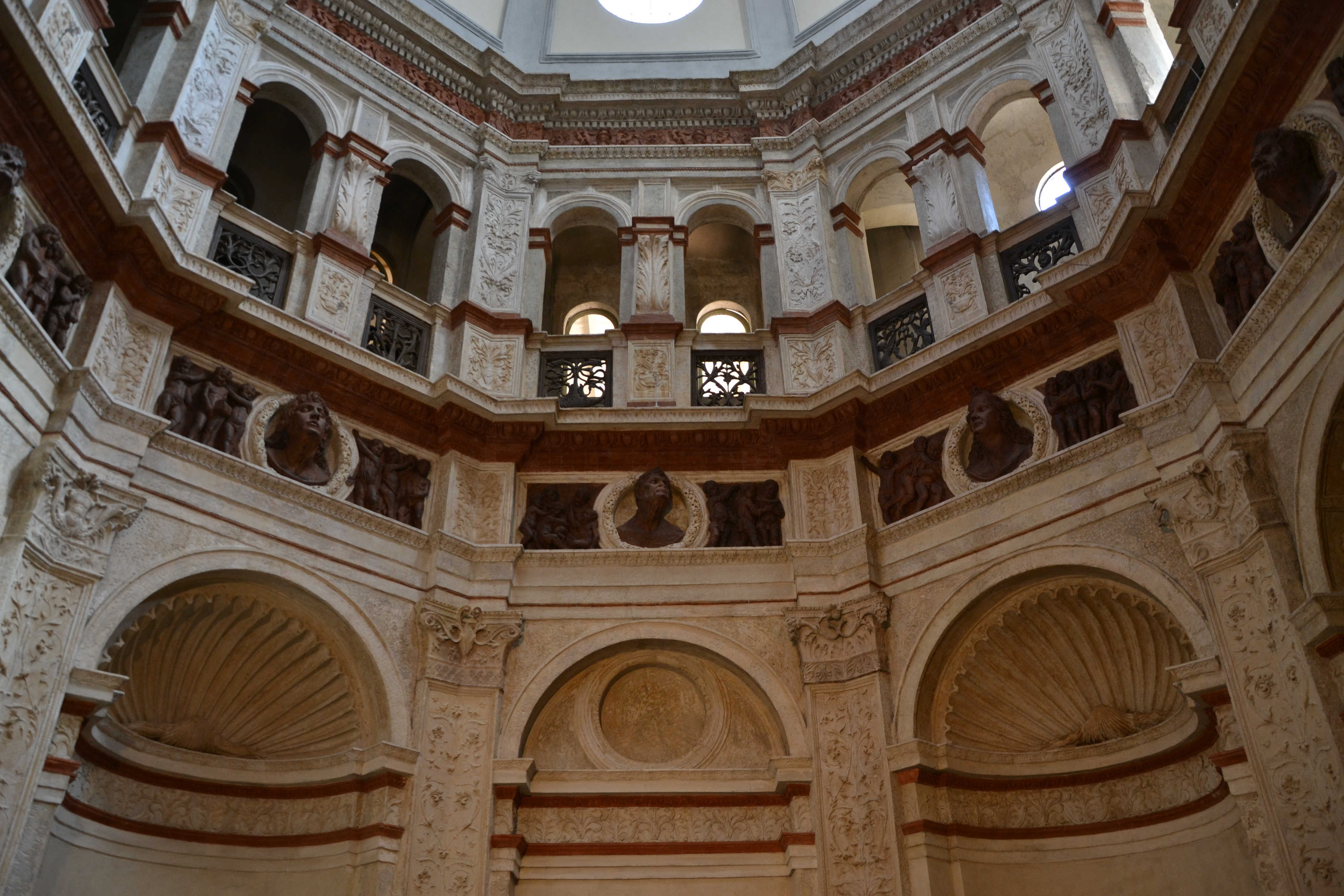
Decoración de la sacristía de Bramante.

En la nave derecha se encuentra la entrada de la sacristía de Bramante: con formas mucho más esbeltas que las del resto de la iglesia, presenta una planta octagonal derivada de los baptisterios paleocristianos y está impostada en dos órdenes horizontales. El orden inferior tiene exedras alternadas con lesenas angulares decoradas que terminan en el friso en el que están insertadas las ricas decoraciones de Putti y Cabezas en terracota de Agostino Fonduli. El orden superior tiene una girola compuesta por bíforas separadas por la prolongación de las lesenas del orden inferior, de las cuales reproducen los motivos decorativos.
La estancia está cerrada por una cúpula nervada con ocho secciones, en cada una de las cuales hay un óculo. En su conjunto, la arquitectura resulta así ser una elegante fusión entre el diseño de líneas geométricas limpias y claras de la escuela renacentista toscana y los ricos aparatos decorativos lombardos: es conocido que la decoración plástica de Agostino Fonduli fue mitigada por la intervención de Bramante. La influencia del arquitecto urbinate emerge en las decoraciones de terracota de Escenas mitológicas, similares en estilo a la decoración del patio del Palazzo della Gherardesca de Giuliano da Sangallo, con quien Bramante comparte la formación sobre los modelos de Brunelleschi.
La estructura octogonal de la sacristía de Bramante, marcada por lesenas angulares con hornacinas y bíforas, fue reproducida directamente en otra obra maestra del renacimiento lombardo, el Santuario de la Incoronata de Lodi realizado por Giovanni Battaggio, alumno de Bramante que lo ayudó en las obras de Santa Maria presso San Satiro. El diseño octogonal con órdenes horizontales superpuestos fue repropuesto en la Capilla Trivulzio de la Basílica de San Nazaro in Brolo por obra de Bartolomeo Suardi, llamado il Bramantino por su adhesión a los modelos del artista urbinate.

### Sacelio de San Sátiro

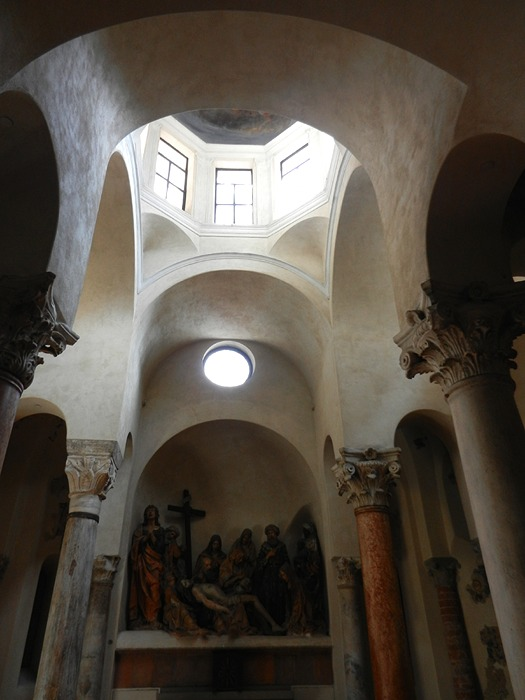
Interior del sacelio.

El sacelio de San Sátiro, llamado también «capilla de la Piedad» (cappella della Pietà) tras las intervenciones renacentistas, presenta una planta rectangular con ábsides en tres lados superpuesta a un cuadrado con columnas perimetrales: elementos que, junto con los fragmentos de frescos de época carolingia, constituyen el núcleo originario de la construcción. Algunas de las columnas perimetrales, de piedra y decoradas con capiteles corintios, fueron tomadas de edificios de la ciudad de época tardo-romana y colocadas en el sacelio, mientras que otras son de arcilla y datan de las intervenciones de Bramante, al igual que las columnas alternativamente de mármol rojo de Verona y mármol cipollino sobre las cuales se apoyan los arbotantes situados al lado de las bóvedas angulares y la linterna situada en la cima de la estructura.
Sobre el origen de la característica planta hay muchas hipótesis, desde el oratorio carolingio de Germigny-des-Prés a influencias bizantinas o incluso armenias; sin embargo, la hipótesis más acreditada es que el modelo de la planta del sacelio fuera una de las capillas de la milanesa Basílica de San Lorenzo. Sin embargo, los esquemas de planta central no eran raros en la época en la zona lombarda y entre los ejemplos más célebres de arquitectura derivada de San Satiro se puede citar el Baptisterio de Galliano en Cantù.
Entre las decoraciones coetáneas a la construcción de Bramante está la Piedad, un grupo de estatuas de terracota pintada, de Agostino Fonduli. El grupo consta de catorce figuras ejecutadas con la técnica del panneggio bagnato. La escena se focaliza sobre el Cristo moribundo entre los brazos de María, quizá reproducido por los desaparecidos frescos de la Iglesia de San Giacomo della Cerreta de Pavía de Vincenzo Foppa, esquema poco común en la Italia septentrional de la época, justificado sin embargo por el renovado interés en esos años hacia el culto mariano, para el cual se había construido el nuevo santuario. El esquema global de la obra fue retomado pocos años más tarde en el fresco del Descendimiento de la cruz de Martino Spanzotti para la Iglesia de San Bernardino de Ivrea y en el Lamento de la Iglesia de Santa Maria delle Grazie de Varallo de Gaudenzio Ferrari.

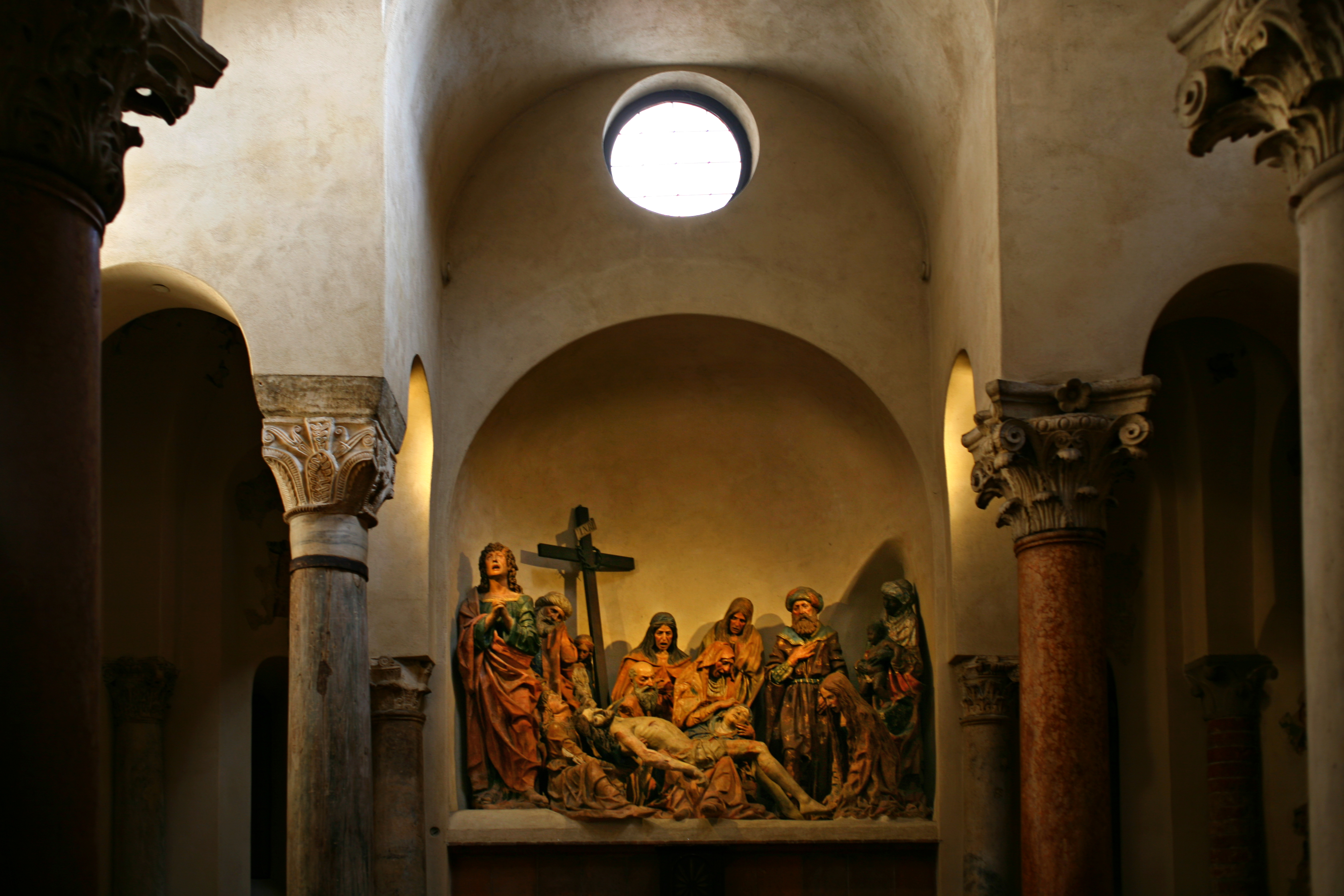
La Piedad de Agostino Fonduli.

La ejecución fue uno de los primeros trabajos del escultor paduano en Milán, como demuestra el estilo caricaturesco y áspero influido solo en mínima parte por el clasicismo milanés de la época, que por el contrario se aprecia claramente en las decoraciones de la sacristía de Bramante. Al contrario, el grupo de la Piedad testimonia todavía la adhesión a los modelos del renacimiento paduano, como demuestran las figuras de San Juan y de dos Ángeles reproducidos en un grabado del Entierro de Cristo de Andrea Mantegna, así como la similitud entre el realismo del Cristo muerto y el del Cristo del grupo escultórico. No faltan finalmente deudas estilísticas hacia Donatello en la realización de la Magdalena, quizá inspirada en la Magdalena penitente del Baptisterio de San Juan de Florencia: estilo probablemente aprendido de su padre, fundidor de bronce, que colaboró con Donatello en las obras de la Basílica de San Antonio de Padua. En su conjunto el estilo realista y la caracterización de los estados de ánimo de los personajes fueron precursores de los estudios más profundos que caracterizarían el estilo de Leonardo en los años posteriores.
Por último, en el saceilo hay fragmentos de frescos datables entre los siglos IX y el XIII redescubiertos durante una intervención de restauración de la capilla entre 1939 y 1940. La decoración al fresco, que cubría originalmente todas las superficies del sacelio excepto las columnas, muestra una notable influencia de modelos bizantinos: entre los fragmentos conservados se pueden observar principalmente Santos y dos representaciones de la Cruz.

## Parroquia
La iglesia de Santa Maria presso San Satiro es titular de la parroquia de San Satiro, la única de Italia dedicada a este santo. La fuente más antigua que atestigua la existencia de la parroquia data de 1209 y concierne a la concesión de uso de una propiedad de la iglesia. Sin embargo, es probable que la parroquia sea mucho más antigua. Entre los siglos XVIII y XIX la parroquia amplió su jurisdicción gracias a la reorganización eclesiástica napoleónica, incorporando las parroquias de San Giovanni in Laterano, Santa Maria alla Rosa, San Mattia alla Moneta, Santa Maria Beltrade y San Sepolcro. La iglesia posee el título de basílica prepositural.